# Adjohoun
Adjohoun är en kommun i departementet Ouémé i Benin. Kommunen har en yta på 308 km2, och den hade 75 323 invånare år 2013.